# Emmanuel Ludwig Gruner
Emmanuel Ludwig Gruner (Ittigen, 11 maig 1809 – Beaucaire, 26 març 1883) fou un enginyer i geòleg suís nacionalitzat francès.
Pertanyia a una antiga família de Berna naturalista. La mare Julie de Jenner era descendent del metge i poeta Albrecht von Haller mentre l'avi paternal era Gottlieb Sigmund Gruner, una cartògraf i geòleg.
En el 1828 va anar a París per estudiar en els millors col·legis francesos. Una beca d'estudi li va permetre de fer-ho al Tirol i a Caríntia (Àustria), a Friburg i a les muntanyes del Harz a Saxònia (Alemanya) on va descobrir una forta inclinació per tot el que concernia a l'activitat extractiva.
L'any 1834 va retornar a França, a Saint-Étienne, on havia una gran activitat extractiva, per treballar com enginyer i professor prop de l'escola de mineria de la ciutat. Després va treballar tres anys a Poitiers, on es va dedicar a dibuixar el mapa geològic de la regió de la Loira. L'any 1858 va ser nomenat Inspecteur generel des Mines i professor de metal·lúrgia prop de la prestigiosa Ecole des Mines de París, encàrrec que va exercir fins al 1872. En aquests anys li van ser assignades nombrosos càrrecs importants entre les quals destaca la de vicepresident del Conseil generel des Mines — la més alta posició no ministerial en camp mineralògic — i va rebre els més alts honors francesos. La seva producció científica en camp geològic i metal·lúrgic és de més de 70 obres entre articles, llibres i tractats.
A ell ha estat dedicat el mineral grunerita que va descobrir i va descriure primer.